# موتورهای مرگبار
موتورهای مرگبار (انگلیسی: Mortal Engines) نخستین رمان از چهارگانه‌ای به همین نام اثر فیلیپ ریو است. این کتاب در سال ۲۰۰۲ برنده جایزه ادبی کاستا بوک شده‌است.
خط داستانی رمان در جهانی پساآخرالزمانی و در آینده‌ای نزدیک به هزاران سال بعد دنبال می‌شود. در جهانی که ریو به تصویر می‌کشد، شهرهای دنیا سوار بر چرخ‌هایی عظیم بر روی کره زمین سرگردانند و برای به چنگ آوردن آخرین منابع رو به پایان زمین با یکدیگر سر جنگ دارند. در همین جهان رو به نابودی است که شخصیتی به نام «تام نتسورثی» در برخوردی غیرمنتظره با زنی جوان و مرموز دیدار می‌کند که مسیر زندگی او را برای همیشه تغییر می‌دهد.